# Ildefonso Graciano Rodrigues
Monsenhor Ildefonso Graciano Rodrigues (2 de fevereiro de 1939) é sacerdote da Igreja Católica e militar brasileiro. foi chefe da Assistência Religiosa da Aeronáutica e vigário-geral da Arquidiocese Militar do Brasil de 1993 a 2004. Atualmente está incardinado na Arquidiocese de Fortaleza.

## Biografia
Nasceu em São Paulo, filho de uma cozinheira viúva. Entrou no Seminário Menor de Botucatu, SP, ainda aos doze anos de idade. Concluiu seus estudos em Teologia em Ottawa, Canadá, onde estudou durante seis anos e recebeu o sacramento da ordem do arcebispo D. Marie-Joseph Lemieux, em 6 de junho de 1964. De volta a São Paulo, instalou-se na paróquia de São José de Belém, no distrito paulista de mesmo nome.
A convite do vigário-geral do Vicariato Militar do Brasil, foi celebrar a missa na Base Aérea de São Paulo. Depois, em 1969, entrou para a Aeronáutica, da qual foi membro ativo durante 34 anos.
Em 20 de maio 1993, no ministério de Lélio Viana Lobo, alcançou a patente de coronel, sendo nomeado chefe do Serviço de Assistência da Aeronáutica e vigário-geral da Arquidiocese Militar do Brasil, com sede em Brasília. Durante os onze anos que permaneceu no cargo, visitou todas as unidades militares da Aeronáutica.
Foi monsenhor Ildefonso quem indicou a figura do padre Bartolomeu de Gusmão como patrono do Serviço de Assistência Religiosa da Aeronáutica. Sua proposta foi aceita pelo então ministro da Aeronáutica Luiz Carlos da Silva Bueno, em 16 de abril de 2004. Meses depois, em 20 de agosto, o coronel-capelão foi colocado no quadro da reserva.
Em São Paulo, apresentou-se ao arcebispo Dom Frei Cláudio Hummes pedindo-lhe sua intercessão para que fosse admitido como capelão do Leprosário de Antônio Diogo, colônia de portadores de hanseníase localizado em Redenção, Ceará. O leprosário, no entanto, foi desativado. Ainda assim, foi convidado pelo arcebispo de Fortaleza, D. José Antônio Tosi, a permanecer na arquidiocese, dando-lhe provisão sacerdotal  para a Paróquia de São João Eudes, bairro Luciano Cavalcante, e onde fosse solicitado.
Monsenhor Ildefonso é condecorado com o oficialato da Ordem do Mérito Aeronáutico (1996) com a Medalha Brigadeiro Tobias (2001), pelo Comando Geral da Polícia Militar do Estado de São Paulo.